# 飛行第111戦隊
飛行第111戦隊（ひこうだいひゃくじゅういちせんたい、飛行第百十一戰隊）は、大日本帝国陸軍の飛行戦隊の1つ。1945年7月18日に明野教導飛行師団第1教導飛行隊を母体に編成された。第112戦隊と共に最後の陸軍戦闘機部隊。

## 概要
陸軍戦闘機隊のなかで第112戦隊と共に最後の陸軍戦闘機部隊。戦闘には参加していない。ただし、明野教導飛行師団第1教導飛行隊は編成直前の7月16日には邀撃戦を行なっている（P-51Dを11機撃墜、5機被撃墜3名戦死）。
- 飛行分科:戦闘
- 編成時期:1945年（昭和20年）7月16日（明野教導飛行師団第1教導飛行隊を改編）
- 編成地:佐野飛行場（大阪府）
- 使用機種:五式戦闘機（4個中隊）、四式戦闘機（1個中隊）

- 終戦時の所在地:小牧飛行場（愛知県）